# プロメチウム
プロメチウム（英: promethium [proʊˈmiːθiəm]）は、原子番号61の元素。元素記号は Pm。希土類元素の一つ（ランタノイドにも属す）。安定同位体は存在しない。発見された同位体の中で最も半減期が長いのは、プロメチウム145の17.7年。ウランの核分裂生成物よりマクロの量で得られているのはプロメチウム147である。

## 名称
プロメチウムという元素名はギリシャ神話に登場するプロメテウス（人類に火を伝えたとされる）にちなんで名付けられた。

## 性質

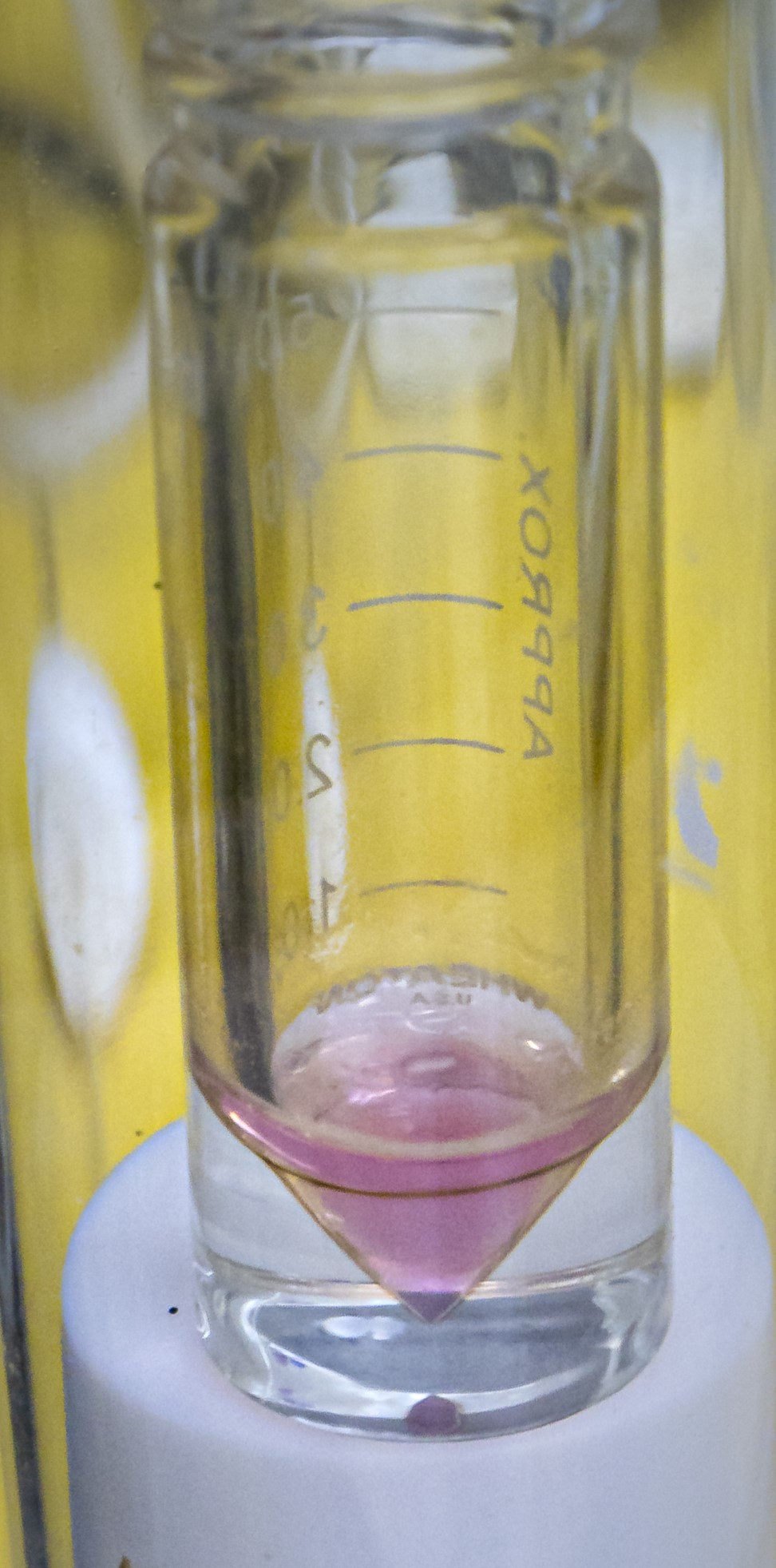
Pm^{3+}イオンを含む溶液

銀白色の金属で、常温、常圧で安定な結晶構造は、複六方最密充填構造（ABACスタッキング）。比重は7.2で、融点は1,168 °C、沸点は2,460 °C。原子価は 4f4 の電子配置をとる3価が安定で、水和イオン Pm3+ aq は淡紅色である。物理的、化学的性質は不明な部分が多い。
放射性があるため、青白色～緑色の蛍光を放出するという性質がある。このためプロメチウム147は夜光塗料（→時計の文字盤などに利用）に添加され発光の元として利用されていた（安全性が問題になり、現在では日本国内では使われていない）。他に、蛍光灯のグロー放電管にも利用される。
また、シリコンなどの半導体に挟み、放出されるβ線エネルギーを電気エネルギーに変換する原子力電池の素材としての用途が考えられている。

## 歴史
1902年にチェコの化学者ブラウナー（Bohuslav Brauner）がネオジムとサマリウムの間の原子量の差が当時知られていた全ランタノイド中最大であることを発見し、この2元素の間に両者の中間的な性質を持った未発見の新元素がある可能性を示唆した。
1913年に英国の物理学者モーズリーが原子番号が原子核中の正電荷(=陽子の数)に対応していることを発見（モーズリーの法則）し、これに伴ってそれまで原子量の順に配列されていた周期表が、正しく原子番号順の配置に改められた。
これによって、モリブデンとルテニウムの間の43番元素（テクネチウム）およびネオジムとサマリウムの間の61番元素（プロメチウム）その他が未発見であることが明確になった。しかし両元素とも知られている全ての核種が放射性で不安定であったため、その後発見されるまで時間がかかった。
いくつかの発見の報があるが、確実と思われるのは、1947年にマリンスキー（J. A. Marinsky)、グレンデニン（L. E. Glendinin）、コリエル（C. D. Coryell）等がウラン235の核分裂生成物中からイオン交換法を用いて、プロメチウム147、149を分離して発見したというものである。

## 天然での存在
マリンスキーらの発見方法より、天然におけるプロメチウムは、プロメチウム147が天然のウラン鉱石中に非常にごく僅かに存在が認められている。これはウランの自発核分裂の結果、極僅かに生成したものとされている。しかしその存在量は極めてわずかで、地球全体の存在量はわずかに780gと見積もられている。
プロメチウムには安定同位体が存在せず、全ての同位体が放射性である。このように放射性同位体しかない元素（放射性元素）は、他にはテクネチウムとビスマス以降の元素がある。
恒星アンドロメダ座GY星からは、輝線スペクトル中にプロメチウムが発見されている。